# To Love Somebody
To Love Somebody is een nummer van de Britse band Bee Gees. Het nummer verscheen op hun eerste internationale album Bee Gees' 1st uit 1967. In juni van dat jaar werd het nummer uitgebracht als de tweede single van het album.

## Achtergrond
To Love Somebody is geschreven door Barry en Robin Gibb en geproduceerd door Robert Stigwood en Ossie Byrne. De broers schreven het nummer op verzoek van manager Stigwood, die vroeg of zij voor Otis Redding een soulballad in de stijl van Sam & Dave of The Rascals wilden schrijven. Redding kwam later op bezoek bij Barry in een hotel in New York. Robin vertelde dat "Otis Redding zei dat hij ons materiaal geweldig vond en vroeg of Barry een nummer voor hem wilde schrijven". De groep nam het nummer in april 1967 eerst zelf op en bracht het enkele maanden later uit als single. Redding kwam later dat jaar om het leven bij een vliegtuigcrash voordat hij een kans kreeg om het zelf op te nemen.
Robin vertelde over het succes van To Love Somebody: "Iedereen vertelde ons dat zij het een geweldig nummer vonden, andere groepen liepen ermee weg maar om een of andere reden vonden de Britten het niet leuk." Barry voegde hieraan toe: "Ik denk dat de reden waarom het hier geen hit werd is omdat het een soulnummer is, Amerikanen vonden het prachtig, maar het was niet bedoeld voor dit land." In een later interview vertelde Barry over het nummer: "Het was voor Robert [Stigwood]. Ik zeg dat ongegeneerd. Hij vroeg me om een nummer voor hem persoonlijk te schrijven. Het werd geschreven in New York en gespeeld voor Otis maar, persoonlijk, het was voor Robert. Hij betekende veel voor me. Ik denk niet dat het een homoseksuele genegenheid was, maar een enorme bewondering voor de capaciteiten en gaves van deze man." Het is voor Barry het favoriete door hem geschreven nummer.
To Love Somebody werd een hit in een aantal landen. In het Verenigd Koninkrijk kwam het niet verder dan plaats 41, maar in de Amerikaanse Billboard Hot 100 bereikte het de zeventiende plaats. In Australië werd het grootste succes behaald met een zesde plaats in de hitlijsten. In Nederland kwam de single tot de dertiende plaats in de Top 40 en de negende plaats in de Parool Top 20, terwijl in Vlaanderen de achtste plaats in de voorloper van de Ultratop 50 werd behaald.
To Love Somebody is gecoverd door vele artiesten. In Nederland bereikten vier andere versies de hitlijsten: Nina Simone kwam in 1969 tot de tiende plaats in de Top 40 en de Parool Top 20, Jimmy Somerville kwam in 1990 tot de zesde plaats in de Top 40 en de vierde plaats in de Nationale Top 100, Michael Bolton kwam in 1992 tot plaats 36 in de Top 40 en plaats 35 in de Nationale Top 100. In 2020 bracht de Nederlandse zanger Tim Dawn een cover van het nummer uit. Deze versie kwam binnen op plaats 34 in de Top 40. Ook werd het in 2020 gebruikt in de kerstcampagne van supermarktketen PLUS.
Andere artiesten die het nummer coverden, zijn onder anderen Michael Bublé, Eric Burdon & The Animals, James Carr, Eagle-Eye Cherry, Billy Corgan, Dexys Midnight Runners, Narvel Felts, Roberta Flack, The Flying Burrito Brothers, Janis Joplin, Lulu, Gary Puckett & the Union Gap, The Sweet Inspirations, Bonnie Tyler, Keith Urban en Billy Joe Royal.

## Hitnoteringen

### Bee Gees

#### Nederlandse Top 40
| Hitnotering: 29-07-1967 t/m 16-09-1967 | Hitnotering: 29-07-1967 t/m 16-09-1967 | Hitnotering: 29-07-1967 t/m 16-09-1967 | Hitnotering: 29-07-1967 t/m 16-09-1967 | Hitnotering: 29-07-1967 t/m 16-09-1967 | Hitnotering: 29-07-1967 t/m 16-09-1967 | Hitnotering: 29-07-1967 t/m 16-09-1967 | Hitnotering: 29-07-1967 t/m 16-09-1967 | Hitnotering: 29-07-1967 t/m 16-09-1967 | Hitnotering: 29-07-1967 t/m 16-09-1967 |
| Week                                   | 1                                      | 2                                      | 3                                      | 4                                      | 5                                      | 6                                      | 7                                      | 8                                      |                                        |
| -------------------------------------- | -------------------------------------- | -------------------------------------- | -------------------------------------- | -------------------------------------- | -------------------------------------- | -------------------------------------- | -------------------------------------- | -------------------------------------- | -------------------------------------- |
| Positie                                | 34                                     | 23                                     | 18                                     | 15                                     | 13                                     | 17                                     | 24                                     | 30                                     | uit                                    |

#### Parool Top 20
| Hitnotering: 05-08-1967 t/m 16-09-1967 | Hitnotering: 05-08-1967 t/m 16-09-1967 | Hitnotering: 05-08-1967 t/m 16-09-1967 | Hitnotering: 05-08-1967 t/m 16-09-1967 | Hitnotering: 05-08-1967 t/m 16-09-1967 | Hitnotering: 05-08-1967 t/m 16-09-1967 | Hitnotering: 05-08-1967 t/m 16-09-1967 | Hitnotering: 05-08-1967 t/m 16-09-1967 | Hitnotering: 05-08-1967 t/m 16-09-1967 |
| Week                                   | 1                                      | 2                                      | 3                                      | 4                                      | 5                                      | 6                                      | 7                                      |                                        |
| -------------------------------------- | -------------------------------------- | -------------------------------------- | -------------------------------------- | -------------------------------------- | -------------------------------------- | -------------------------------------- | -------------------------------------- | -------------------------------------- |
| Positie                                | 19                                     | 14                                     | 10                                     | 9                                      | 9                                      | 12                                     | 20                                     | uit                                    |

#### NPO Radio 2 Top 2000
| Nummer met noteringen in de NPO Radio 2 Top 2000 | '01 | '02  | '03  | '04  | '05  | '06  | '07  | '08  | '09  | '10  | '11  | '12  | '13  | '14  | '15 | '16  | '17  | '18  | '19  | '20  | '21  | '22  | '23  | '24  |
| ------------------------------------------------ | --- | ---- | ---- | ---- | ---- | ---- | ---- | ---- | ---- | ---- | ---- | ---- | ---- | ---- | --- | ---- | ---- | ---- | ---- | ---- | ---- | ---- | ---- | ---- |
| To Love Somebody                                 | 609 | 1649 | 1247 | 1172 | 1109 | 1236 | 1151 | 1179 | 1537 | 1438 | 1720 | 1964 | 1863 | 1952 | -   | 1936 | 1839 | 1891 | 1908 | 1606 | 1452 | 1544 | 1522 | 1006 |

1. ↑  Een '-' betekent dat het nummer niet was genoteerd en een vetgedrukt getal geeft de hoogste notering aan.
2. ↑  2001 was het eerste jaar met een notering voor dit nummer.

### Nina Simone

#### Nederlandse Top 40
| Hitnotering: 08-03-1969 t/m 19-04-1969 | Hitnotering: 08-03-1969 t/m 19-04-1969 | Hitnotering: 08-03-1969 t/m 19-04-1969 | Hitnotering: 08-03-1969 t/m 19-04-1969 | Hitnotering: 08-03-1969 t/m 19-04-1969 | Hitnotering: 08-03-1969 t/m 19-04-1969 | Hitnotering: 08-03-1969 t/m 19-04-1969 | Hitnotering: 08-03-1969 t/m 19-04-1969 | Hitnotering: 08-03-1969 t/m 19-04-1969 |
| Week                                   | 1                                      | 2                                      | 3                                      | 4                                      | 5                                      | 6                                      | 7                                      |                                        |
| -------------------------------------- | -------------------------------------- | -------------------------------------- | -------------------------------------- | -------------------------------------- | -------------------------------------- | -------------------------------------- | -------------------------------------- | -------------------------------------- |
| Positie                                | 32                                     | 17                                     | 12                                     | 10                                     | 16                                     | 30                                     | 36                                     | uit                                    |

#### Parool Top 20
| Hitnotering: 15-03-1969 t/m 05-04-1969 | Hitnotering: 15-03-1969 t/m 05-04-1969 | Hitnotering: 15-03-1969 t/m 05-04-1969 | Hitnotering: 15-03-1969 t/m 05-04-1969 | Hitnotering: 15-03-1969 t/m 05-04-1969 | Hitnotering: 15-03-1969 t/m 05-04-1969 |
| Week                                   | 1                                      | 2                                      | 3                                      | 4                                      |                                        |
| -------------------------------------- | -------------------------------------- | -------------------------------------- | -------------------------------------- | -------------------------------------- | -------------------------------------- |
| Positie                                | 15                                     | 13                                     | 10                                     | 13                                     | uit                                    |

### Jimmy Somerville

#### Nederlandse Top 40
| Hitnotering: 22-12-1990 t/m 02-03-1991 | Hitnotering: 22-12-1990 t/m 02-03-1991 | Hitnotering: 22-12-1990 t/m 02-03-1991 | Hitnotering: 22-12-1990 t/m 02-03-1991 | Hitnotering: 22-12-1990 t/m 02-03-1991 | Hitnotering: 22-12-1990 t/m 02-03-1991 | Hitnotering: 22-12-1990 t/m 02-03-1991 | Hitnotering: 22-12-1990 t/m 02-03-1991 | Hitnotering: 22-12-1990 t/m 02-03-1991 | Hitnotering: 22-12-1990 t/m 02-03-1991 | Hitnotering: 22-12-1990 t/m 02-03-1991 | Hitnotering: 22-12-1990 t/m 02-03-1991 |
| Week                                   | 1                                      | 2                                      | 3                                      | 4                                      | 5                                      | 6                                      | 7                                      | 8                                      | 9                                      | 10                                     |                                        |
| -------------------------------------- | -------------------------------------- | -------------------------------------- | -------------------------------------- | -------------------------------------- | -------------------------------------- | -------------------------------------- | -------------------------------------- | -------------------------------------- | -------------------------------------- | -------------------------------------- | -------------------------------------- |
| Positie                                | 29                                     | 18                                     | 8                                      | 7                                      | 6                                      | 6                                      | 9                                      | 12                                     | 22                                     | 32                                     | uit                                    |

#### Nationale Top 100
| Hitnotering: 08-12-1990 t/m 30-03-1991 | Hitnotering: 08-12-1990 t/m 30-03-1991 | Hitnotering: 08-12-1990 t/m 30-03-1991 | Hitnotering: 08-12-1990 t/m 30-03-1991 | Hitnotering: 08-12-1990 t/m 30-03-1991 | Hitnotering: 08-12-1990 t/m 30-03-1991 | Hitnotering: 08-12-1990 t/m 30-03-1991 | Hitnotering: 08-12-1990 t/m 30-03-1991 | Hitnotering: 08-12-1990 t/m 30-03-1991 | Hitnotering: 08-12-1990 t/m 30-03-1991 | Hitnotering: 08-12-1990 t/m 30-03-1991 | Hitnotering: 08-12-1990 t/m 30-03-1991 | Hitnotering: 08-12-1990 t/m 30-03-1991 | Hitnotering: 08-12-1990 t/m 30-03-1991 | Hitnotering: 08-12-1990 t/m 30-03-1991 | Hitnotering: 08-12-1990 t/m 30-03-1991 | Hitnotering: 08-12-1990 t/m 30-03-1991 | Hitnotering: 08-12-1990 t/m 30-03-1991 |
| Week                                   | 1                                      | 2                                      | 3                                      | 4                                      | 5                                      | 6                                      | 7                                      | 8                                      | 9                                      | 10                                     | 11                                     | 12                                     | 13                                     | 14                                     | 15                                     | 16                                     |                                        |
| -------------------------------------- | -------------------------------------- | -------------------------------------- | -------------------------------------- | -------------------------------------- | -------------------------------------- | -------------------------------------- | -------------------------------------- | -------------------------------------- | -------------------------------------- | -------------------------------------- | -------------------------------------- | -------------------------------------- | -------------------------------------- | -------------------------------------- | -------------------------------------- | -------------------------------------- | -------------------------------------- |
| Positie                                | 87                                     | 66                                     | 39                                     | 23                                     | 11                                     | 8                                      | 6                                      | 5                                      | 4                                      | 5                                      | 11                                     | 23                                     | 40                                     | 49                                     | 63                                     | 100                                    | uit                                    |

### Michael Bolton

#### Nederlandse Top 40
| Hitnotering: 07-11-1992 t/m 21-11-1992 | Hitnotering: 07-11-1992 t/m 21-11-1992 | Hitnotering: 07-11-1992 t/m 21-11-1992 | Hitnotering: 07-11-1992 t/m 21-11-1992 | Hitnotering: 07-11-1992 t/m 21-11-1992 |
| Week                                   | 1                                      | 2                                      | 3                                      |                                        |
| -------------------------------------- | -------------------------------------- | -------------------------------------- | -------------------------------------- | -------------------------------------- |
| Positie                                | 39                                     | 36                                     | 40                                     | uit                                    |

#### Nationale Top 100
| Hitnotering: 31-10-1992 t/m 12-12-1992 | Hitnotering: 31-10-1992 t/m 12-12-1992 | Hitnotering: 31-10-1992 t/m 12-12-1992 | Hitnotering: 31-10-1992 t/m 12-12-1992 | Hitnotering: 31-10-1992 t/m 12-12-1992 | Hitnotering: 31-10-1992 t/m 12-12-1992 | Hitnotering: 31-10-1992 t/m 12-12-1992 | Hitnotering: 31-10-1992 t/m 12-12-1992 | Hitnotering: 31-10-1992 t/m 12-12-1992 |
| Week                                   | 1                                      | 2                                      | 3                                      | 4                                      | 5                                      | 6                                      | 7                                      |                                        |
| -------------------------------------- | -------------------------------------- | -------------------------------------- | -------------------------------------- | -------------------------------------- | -------------------------------------- | -------------------------------------- | -------------------------------------- | -------------------------------------- |
| Positie                                | 87                                     | 58                                     | 42                                     | 35                                     | 39                                     | 48                                     | 68                                     | uit                                    |

### Tim Dawn

#### Nederlandse Top 40
| Hitnotering: 19-12-2020 t/m 20-03-2021 | Hitnotering: 19-12-2020 t/m 20-03-2021 | Hitnotering: 19-12-2020 t/m 20-03-2021 | Hitnotering: 19-12-2020 t/m 20-03-2021 | Hitnotering: 19-12-2020 t/m 20-03-2021 | Hitnotering: 19-12-2020 t/m 20-03-2021 | Hitnotering: 19-12-2020 t/m 20-03-2021 | Hitnotering: 19-12-2020 t/m 20-03-2021 | Hitnotering: 19-12-2020 t/m 20-03-2021 | Hitnotering: 19-12-2020 t/m 20-03-2021 | Hitnotering: 19-12-2020 t/m 20-03-2021 | Hitnotering: 19-12-2020 t/m 20-03-2021 | Hitnotering: 19-12-2020 t/m 20-03-2021 | Hitnotering: 19-12-2020 t/m 20-03-2021 | Hitnotering: 19-12-2020 t/m 20-03-2021 | Hitnotering: 19-12-2020 t/m 20-03-2021 |
| Week:                                  | 1                                      | 2                                      | 3                                      | 4                                      | 5                                      | 6                                      | 7                                      | 8                                      | 9                                      | 10                                     | 11                                     | 12                                     | 13                                     | 14                                     |                                        |
| -------------------------------------- | -------------------------------------- | -------------------------------------- | -------------------------------------- | -------------------------------------- | -------------------------------------- | -------------------------------------- | -------------------------------------- | -------------------------------------- | -------------------------------------- | -------------------------------------- | -------------------------------------- | -------------------------------------- | -------------------------------------- | -------------------------------------- | -------------------------------------- |
| Positie:                               | 34                                     | 27                                     | 22                                     | 19                                     | 18                                     | 18                                     | 15                                     | 14                                     | 16                                     | 16                                     | 20                                     | 27                                     | 32                                     | 38                                     | uit                                    |

#### NederlandseSingle Top 100
| Hitnotering: 09-01-2021 t/m 10-04-2021 | Hitnotering: 09-01-2021 t/m 10-04-2021 | Hitnotering: 09-01-2021 t/m 10-04-2021 | Hitnotering: 09-01-2021 t/m 10-04-2021 | Hitnotering: 09-01-2021 t/m 10-04-2021 | Hitnotering: 09-01-2021 t/m 10-04-2021 | Hitnotering: 09-01-2021 t/m 10-04-2021 | Hitnotering: 09-01-2021 t/m 10-04-2021 | Hitnotering: 09-01-2021 t/m 10-04-2021 | Hitnotering: 09-01-2021 t/m 10-04-2021 | Hitnotering: 09-01-2021 t/m 10-04-2021 | Hitnotering: 09-01-2021 t/m 10-04-2021 | Hitnotering: 09-01-2021 t/m 10-04-2021 | Hitnotering: 09-01-2021 t/m 10-04-2021 | Hitnotering: 09-01-2021 t/m 10-04-2021 | Hitnotering: 09-01-2021 t/m 10-04-2021 |
| Week:                                  | 1                                      | 2                                      | 3                                      | 4                                      | 5                                      | 6                                      | 7                                      | 8                                      | 9                                      | 10                                     | 11                                     | 12                                     | 13                                     | 14                                     |                                        |
| -------------------------------------- | -------------------------------------- | -------------------------------------- | -------------------------------------- | -------------------------------------- | -------------------------------------- | -------------------------------------- | -------------------------------------- | -------------------------------------- | -------------------------------------- | -------------------------------------- | -------------------------------------- | -------------------------------------- | -------------------------------------- | -------------------------------------- | -------------------------------------- |
| Positie:                               | 64                                     | 54                                     | 52                                     | 43                                     | 39                                     | 35                                     | 42                                     | 44                                     | 46                                     | 53                                     | 58                                     | 54                                     | 94                                     | 86                                     | uit                                    |